# Fatucahi
Fatucahi (Fatukahi) ist ein osttimoresischer Ort und Suco im Verwaltungsamt Fatuberlio (Gemeinde Manufahi).

## Der Ort
Der Ort Fatucahi liegt im Süden des Südteils des Sucos, auf einer Meereshöhe von 103 m. Hier befindet sich eine prä-sekundäre Schule und eine Grundschule, die Escola Primaria Fatucahi.

## Der Suco

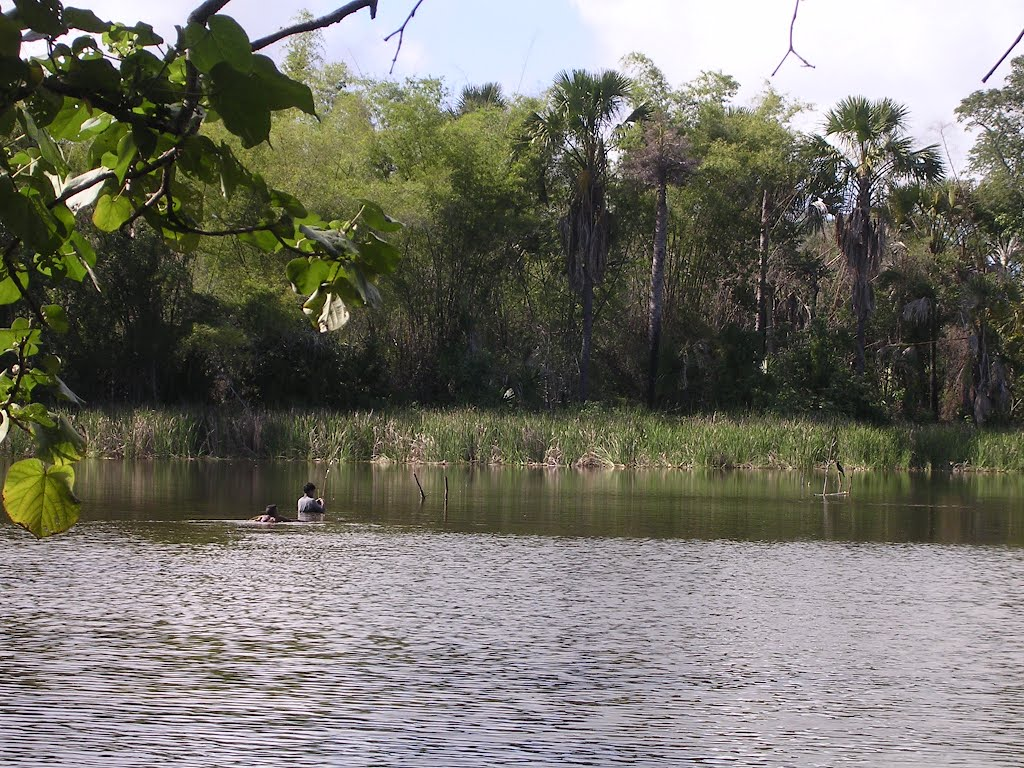
Fischer im Lagoa Wetanas

In Fatucahi leben 2.301 Einwohner (2022), davon sind 1.228 Männer und 1.073 Frauen. Im Suco gibt es 393 Haushalte. Über 77 % der Einwohner geben Tetum Terik als ihre Muttersprache an. Fast 17 % sprechen Lakalei, knapp 4 % Tetum Prasa und kleine Minderheiten Idalaka oder Sa’ane.
Vor der Gebietsreform 2015 hatte Fatucahi eine Fläche von 96,66 km². Nun sind es 112,81 km². Der Suco teilt sich in zwei voneinander getrennte Territorien im Zentrum und im Süden des Verwaltungsamts Fatuberlio. Westlich des Nordteils liegt der Nordteil des Sucos Caicassa, östlich der Südteil von Caicassa und der Suco Clacuc. Im Süden grenzt Nordfatucahi an das Verwaltungsamt Alas mit seinem Suco Dotik und im Norden an die zur Gemeinde Manatuto gehörenden Verwaltungsämter Laclubar (Suco Fatumaquerec-Laclubar) und Soibada (Suco Fatumaquerec-Soibada). Entlang der Westgrenze fließt der Fluss Clerec, in den aus Fatucahi kommend der Quiclezen mündet. An der Grenze zu Clacuc fließt der Oricani entlang, der, nachdem er kurz Süd-Caicassa durchfließt, auch die Grenze zwischen Caicassa und Fatucahi bildet. Hier ändert er seinen Namen in Cuicran. Auch er mündet schließlich in den Clerec. Einzige größere Siedlung in Nord-Fatukahi ist der Ort Fatuberlio, der über einen Hubschrauberlandeplatz verfügt.
Der kleinere Südteil liegt zwischen Süd-Caicassa im Westen und Clacuc im Osten. Im Süden von Südfatucahi liegen mehrere Seen, wie zum Beispiel der Lagoa Lamussa und der Lagoa Wetanas. Südlich der beiden genannten und nördlich kleinerer Seen führt die südliche Küstenstraße, eine der wichtigsten Überlandstraße des Landes. An ihr liegen der Ort Fatucahi, das Zentrum des Sucos, und das Dorf Cledic (Clidic) und eine zweite Grundschule.
Im Suco befinden sich die fünf Aldeias Cledic, Fatubessi, Fatuboe, Fatumutin und Fuquiran.

## Politik

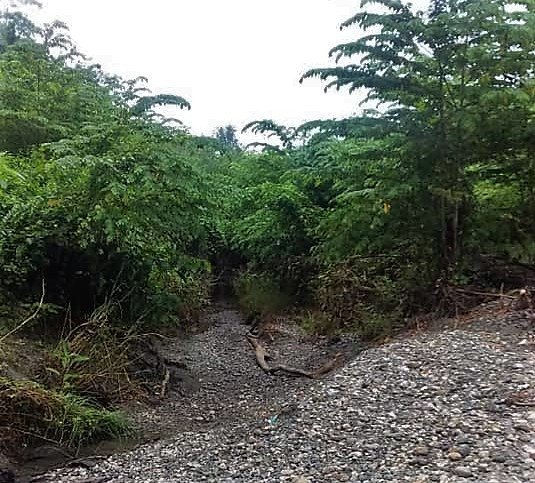
Fatucahi (2020)

Bei den Wahlen von 2004/2005 wurde Raimundo Hornai X. zum Chefe de Suco gewählt. Bei den Wahlen 2009 gewann Duarte de Jesus und 2016 Moises A. da C. Pinto.